# سونگوتو ماگاسا
سونگوتو ماگاسا (انگلیسی: Soungoutou Magassa؛ زادهٔ ۸ اکتبر ۲۰۰۳) بازیکن فوتبال اهل فرانسه است که در حال حاضر برای باشگاه فوتبال آاس موناکو بازی می‌کند. 
وی همچنین در تیم‌های ملی فوتبال زیر ۲۰ سال فرانسه و زیر ۲۱ سال فرانسه بازی کرده است.